# George K. Nash

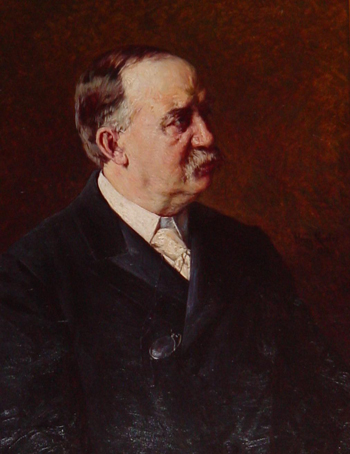
George K. Nash

George Kilborn Nash (* 14. August 1842 im Medina County, Ohio; † 28. Oktober 1904) war ein US-amerikanischer Politiker und von 1900 bis 1904 der 41. Gouverneur des Bundesstaates Ohio.

## Frühe Jahre und politischer Aufstieg
George Nash besuchte nach der Grundschule zwei Jahre lang das Oberlin College. Während des Bürgerkriegs diente er als Soldat in der Armee der Union. Nach dem Ende des Krieges studierte er in Columbus Jura.
Im Jahr 1869 wurde der Republikaner Nash im Büro des Secretary of State von Ohio angestellt. In den folgenden zehn Jahren war er zweimal Bezirksstaatsanwalt im Franklin County sowie zwischen 1880 und 1884 Attorney General von Ohio unter Gouverneur Charles Foster. Danach war er am Supreme Court of Ohio tätig. Im Jahr 1895 bewarb er sich erfolglos um die Nominierung seiner Partei für die Gouverneurswahlen. Im Jahr 1899 hatte er mehr Erfolg; das lag auch daran, dass er in der Zwischenzeit in seiner Partei zum Vorsitzenden auf Staatsebene aufgestiegen war.

## Gouverneur von Ohio
Nachdem er die Gouverneurswahlen gewonnen hatte, trat George Nash sein neues Amt am 8. Januar 1900 an. Nach einer Wiederwahl im Jahr 1901 konnte er bis zum 11. Januar 1904 im Amt bleiben. In dieser Zeit wurden durch eine Verfassungsänderung die Befugnisse des Gouverneurs erweitert. Das betraf unter anderem sein Vetorecht und die Kontrolle über die lokalen bzw. kommunalen Verwaltungen. Nash führte ein einheitliches Revisionssystem in seiner Regierung ein und veranlasste auch Inspektionen in Schulen und Krankenhäusern. Auch das Steuerrecht wurde geändert. Unter anderem mussten Unternehmen erstmals Steuern auf Kapitalerträge zahlen.
Nash überlebte das Ende seiner Gouverneurszeit nur um etwa neun Monate. Er verstarb bereits am 28. Oktober 1904. Er war mit Ada Deshler verheiratet, mit der er ein Kind hatte.